# Integrated Forecasting System
O Integrated Forecasting System (IFS) (Sistema de previsão integrada)  é um sistema de previsão numérica do tempo global desenvolvido e actualizado conjuntamente pelo Centro Europeu de Previsão do Tempo a Médio Prazo (em inglês ECMWF) baseado em Reading na Inglaterra e pela Météo-France em Toulouse.
O IFS é um dos principais modelos mundiais de médio alcance atualmente utilizados no mundo. Entre os seus principais rivais na área de previsão de 6 a 10 dias, conta-se o sistema de previsão mundial estadounidense (GFS), o modelo multi-escada de meio ambiental do Canadá (GEM e GDPS) e o modelo unificado britânico Met Office. A versão da IFS executada em CEPMMT é chamada com frequência "ECMWF" ou "modelo europeu" na América do Norte, o que a distingue do modelo estadounidense Global Forecast System (GFS).

## Estrutura
O modelo atmosférico spectral compreende com um sistema de coordenadas verticais que seguem o terreno acoplado a um sistema de assimilação de dados 4D-Var. Em 1997, o IFS deve ter sido o primeiro sistema de previsão operativa a utilizar 4D-Var. O CEPMMT e a Métèo-France utilizam o IFS para estabelecer previsões meteorológicas operativas, mas que utilizam uma configuração e uma resolução diferente (a configuração de Métèo-France está chamada ARPEGE).
O CEPMMT executa o IFS em várias configurações. A configuração « HRES », a mais elevada resolução, está executada todas as doze em cada dez horas diárias com uma resolução horizontal de 9 km utilizando 137 camadas à vertical. O sistema de conjuntos « ENS » de 51 membros é executado igualmente todas as doze em cada 15 horas diárias com uma resolução horizontal de 18 km e 91 camadas à vertical.
O CEPMMT utiliza igualmente uma versão mais grosseira da IFS num período de 45 dias. Esta versão é executada todas as semanas com uma saída todos os cinco dias. Há igualmente uma versão para um período de um ano. Todas as versões do modelo, salvo HRES, estão acopladas ao modelo oceâncio NEMO.

## Utilização
De numerosos Estados membros do CEPMMT que utilizam as previsões globais da IFS para definir as condições às fronteiras dos seus próprias modelos de previsão a resolução superior. As previsões do CEPMMT são gratuitas para os serviços meteorológicos nacionais dos seus Estados membros, mas as quotas são cobradas aos utentes comerciais, enquanto os dados operativos limitadas (variáveis de selecção entre as variáveis HRES e ENS nos dez dias) estão disponíveis directamente aos consumidores sob licença não comercial Creative Commons que proibe os trabalhos derivadas (CC-BY ND NC). Isto contrasta com as saídas dos modelos GFS e GEM/GDPS que estão sob a licença livre a todos os usuários.
O código fonte completo da IFS só está disponível para os serviços meteorológicos nacionais dos Estados membros do CEPMMT., mas o código fonte do modelo de atmosfera está disponível para os demais utentes não comerciais baixo a forma de OpenIFS. O modelo climático CE-Terre é baseado na IFS.